# Chavaniac-Lafayette
Chavaniac-Lafayette är en kommun i departementet Haute-Loire i regionen Auvergne-Rhône-Alpes i centrala Frankrike. Kommunen ligger i kantonen Paulhaguet som tillhör arrondissementet Brioude. År 2022 hade Chavaniac-Lafayette 270 invånare.

## Befolkningsutveckling
Antalet invånare i kommunen Chavaniac-Lafayette
| Referens: INSEE |